# Antología
Antología è un singolo promozionale della cantante colombiana Shakira, pubblicato nel 1996 come estratto dal terzo album in studio Pies descalzos.

## Descrizione
Il brano è stato scritto da Shakira e Luis Fernando Ochoa e prodotto da quest'ultimo. La canzone è una delle più note dell'artista, contenuta anche nella raccolta Grandes éxitos e nel DVD Oral Fixation Tour.

## Tracce
1. Antología – 4:18

## Classifiche
| Classifica (1997)       | Posizione massima |
| ----------------------- | ----------------- |
| Stati Uniti (latin)     | 15                |
| Stati Uniti (latin pop) | 3                 |